# Jeffrey Dunn
Jeffrey Dunn, també conegut com a Mantes, (Newcastle upon Tyne, 22 d'abril de 1961) és un guitarrista anglès conegut per ser un dels membres fundadors de la banda de heavy metal Venom, de la qual va formar part durant els anys 1979-1985, 1989-1992 i 1995-2004.
Durant la seva etapa fora de Venom va formar la seva pròpia banda, Mantes, que va gravar dos àlbums (Winds of Change i Zero Tolerance). Posteriorment Dunn tocà també amb la banda Mpire of Evil.
Mantes està situat en el lloc 39 de la llista dels 100 millors guitarristes de la història segons la revista Guitar World.

## Discografia

### Venom
- 1981: Welcome to Hell
- 1982: Black Metal
- 1983: At War with Satan
- 1985: Possessed
- 1989: Prime Evil
- 1991: Temples of Ice
- 1992: The Waste Lands
- 1997: Cast in Stone
- 2000: Resurrection

### Mantes
- 1988: Winds of Change
- 2004: Zero Tolerance